# Camponotus britteni
Camponotus britteni är en myrart som beskrevs av Horace Donisthorpe 1931. Camponotus britteni ingår i släktet hästmyror, och familjen myror. Inga underarter finns listade.